# Elezioni comunali in Campania del 2006
Le elezioni comunali in Campania del 2006 si tennero il 28-29 maggio, con ballottaggio l'11-12 giugno.

## Napoli

### Napoli
| Candidati                                                    | Candidati                       | Voti                        | %     | Liste                   | Voti    | %     | Seggi |
| ------------------------------------------------------------ | ------------------------------- | --------------------------- | ----- | ----------------------- | ------- | ----- | ----- |
|                                                              | Rosa Russo Iervolino ✔️ Sindaco | 304.975                     | 57,20 | Democratici di Sinistra | 91.935  | 18,44 | 12    |
| La Margherita                                                | Rosa Russo Iervolino ✔️ Sindaco | 304.975                     | 57,20 | 63.958                  | 12,83   | 9     |       |
| Popolari UDEUR                                               | Rosa Russo Iervolino ✔️ Sindaco | 304.975                     | 57,20 | 35.520                  | 7,12    | 4     |       |
| Partito dei Comunisti Italiani                               | Rosa Russo Iervolino ✔️ Sindaco | 304.975                     | 57,20 | 24.092                  | 4,83    | 3     |       |
| Federazione dei Verdi                                        | Rosa Russo Iervolino ✔️ Sindaco | 304.975                     | 57,20 | 23.566                  | 4,73    | 3     |       |
| Partito della Rifondazione Comunista                         | Rosa Russo Iervolino ✔️ Sindaco | 304.975                     | 57,20 | 23.252                  | 4,66    | 3     |       |
| Italia dei Valori                                            | Rosa Russo Iervolino ✔️ Sindaco | 304.975                     | 57,20 | 20,612                  | 4,13    | 2     |       |
| Socialisti Democratici Italiani                              | Rosa Russo Iervolino ✔️ Sindaco | 304.975                     | 57,20 | 17.061                  | 3,42    | 2     |       |
| Partito Socialista Democratico Italiano-Repubblicani Europei | Rosa Russo Iervolino ✔️ Sindaco | 304.975                     | 57,20 | 4.205                   | 0,84    | -     |       |
|                                                              | Franco Malvano                  | 201.242                     | 37,74 | Forza Italia            | 85.240  | 17,10 | 11    |
| Alleanza Nazionale                                           | Franco Malvano                  | 201.242                     | 37,74 | 43.490                  | 8,72    | 6     |       |
| Unione dei Democratici Cristiani e di Centro                 | Franco Malvano                  | 201.242                     | 37,74 | 18.633                  | 3,74    | 2     |       |
| Noi - Malvano Sindaco                                        | Franco Malvano                  | 201.242                     | 37,74 | 13.063                  | 2,62    | 1     |       |
| Nuovo PSI                                                    | Franco Malvano                  | 201.242                     | 37,74 | 8.406                   | 1,69    | 1     |       |
| Movimento Idea Sociale                                       | Franco Malvano                  | 201.242                     | 37,74 | 2.363                   | 0,47    | -     |       |
| Democrazia Cristiana per le Autonomie                        | Franco Malvano                  | 201.242                     | 37,74 | 2.178                   | 0,44    | -     |       |
| Una Città da 10                                              | Franco Malvano                  | 201.242                     | 37,74 | 1.216                   | 0,24    | -     |       |
| Partito Repubblicano Italiano                                | Franco Malvano                  | 201.242                     | 37,74 | 1.072                   | 0,22    | -     |       |
| Iniziativa Popolare                                          | Franco Malvano                  | 201.242                     | 37,74 | 437                     | 0,09    | -     |       |
| Seggio al candidato sindaco                                  | Seggio al candidato sindaco     | Seggio al candidato sindaco | 37,74 | 1                       |         |       |       |
|                                                              | Marco Rossi-Doria               | 18.390                      | 3,45  | Doria Sindaco           | 11.041  | 2,21  | -     |
| Seggio al candidato sindaco                                  | Seggio al candidato sindaco     | Seggio al candidato sindaco | 3,45  | 1                       |         |       |       |
|                                                              | Salvatore Lauro                 | 3.004                       | 0,56  | Con Lauro per Napoli    | 2.739   | 0,55  | -     |
|                                                              | Mario Esposito                  | 2.232                       | 0,42  | Unità delle Sinistre    | 1.138   | 0,23  | -     |
| Partito d'Azione Comunista                                   | Mario Esposito                  | 2.232                       | 0,42  | 512                     | 0,10    | -     |       |
|                                                              | Angelo Tramontano               | 1.812                       | 0,34  | Liberaldemocratici      | 1.303   | 0,26  | -     |
| Nuovo Partito Popolare                                       | Angelo Tramontano               | 1.812                       | 0,34  | 258                     | 0,05    | -     |       |
|                                                              | Luigi Sito                      | 1.524                       | 0,29  | Lista Comunista         | 1.281   | 0,26  | -     |
| Totale                                                       | Totale                          | 533.179                     | 100   |                         | 498.571 | 100   | 60    |

### Caivano
| Candidati                   | Candidati                                  | Voti                        | %      | Liste                    | Voti   | %      | Seggi |
| --------------------------- | ------------------------------------------ | --------------------------- | ------ | ------------------------ | ------ | ------ | ----- |
|                             | Giuseppe Papaccioli Accede al ballottaggio | 8.981                       | 39,46  | Unione di Centro         | 1.641  | 7,34   | 3     |
| Forza Italia                | Giuseppe Papaccioli Accede al ballottaggio | 8.981                       | 39,46  | 1.187                    | 5,31   | 2      |       |
| Alleanza Nazionale          | Giuseppe Papaccioli Accede al ballottaggio | 8.981                       | 39,46  | 1.077                    | 4,81   | 1      |       |
| Nuovo PSI                   | Giuseppe Papaccioli Accede al ballottaggio | 8.981                       | 39,46  | 1.027                    | 4,59   | 1      |       |
| L'Arca                      | Giuseppe Papaccioli Accede al ballottaggio | 8.981                       | 39,46  | 697                      | 3,12   | 1      |       |
|                             | Domenico Semplice Accede al ballottaggio   | 10.219                      | 44,90  | Democratici di Sinistra  | 3.989  | 17,83  | 6     |
| La Margherita               | Domenico Semplice Accede al ballottaggio   | 10.219                      | 44,90  | 3.712                    | 16,59  | 5      |       |
| Udeur                       | Domenico Semplice Accede al ballottaggio   | 10.219                      | 44,90  | 2.620                    | 11,71  | 4      |       |
| Italia dei Valori           | Domenico Semplice Accede al ballottaggio   | 10.219                      | 44,90  | 1.946                    | 8,70   | 1      |       |
| La Rosa nel Pugno           | Domenico Semplice Accede al ballottaggio   | 10.219                      | 44,90  | 887                      | 3,96   | 1      |       |
| Risveglio                   | Domenico Semplice Accede al ballottaggio   | 10.219                      | 44,90  | 851                      | 3,80   | 1      |       |
| Seggio al candidato sindaco | Seggio al candidato sindaco                | Seggio al candidato sindaco | 44,90  | 1                        |        |        |       |
|                             | Vincenzo Falco                             | 1.797                       | 7,90   | Federazione dei Verdi    | 1.219  | 5,45   | -     |
| Comunisti Italiani          | Vincenzo Falco                             | 1.797                       | 7,90   | 81                       | 0,36   | -      |       |
| Seggio al candidato sindaco | Seggio al candidato sindaco                | Seggio al candidato sindaco | 7,90   | 1                        |        |        |       |
|                             | Pompilio Sullo                             | 741                         | 3,26   | Rifondazione Comunista   | 510    | 2,28   | -     |
|                             | Felice Califano                            | 512                         | 2,25   | Repubblicani Democratici | 562    | 2,51   | -     |
|                             | Speranza Tasulo                            | 508                         | 2,23   | Lista Civica             | 366    | 1,64   | -     |
| Totale                      | Totale                                     | 22.372                      | 100,00 |                          | 22.758 | 100,00 | 30    |

### Casalnuovo di Napoli
| Candidati                   | Candidati                   | Voti                        | %      | Liste                | Voti   | %      | Seggi |
| --------------------------- | --------------------------- | --------------------------- | ------ | -------------------- | ------ | ------ | ----- |
|                             | Antonio Manna ✔️ Sindaco    | 20.836                      | 72,59  | Forza Italia         | 3.425  | 12,08  | 4     |
| Alleanza Nazionale          | Antonio Manna ✔️ Sindaco    | 20.836                      | 72,59  | 2.942                | 10,37  | 4      |       |
| Riformatori                 | Antonio Manna ✔️ Sindaco    | 20.836                      | 72,59  | 2.545                | 8,97   | 3      |       |
| Udeur                       | Antonio Manna ✔️ Sindaco    | 20.836                      | 72,59  | 2.540                | 8,96   | 3      |       |
| Unione di Centro            | Antonio Manna ✔️ Sindaco    | 20.836                      | 72,59  | 2.360                | 8,32   | 3      |       |
| Lista Giovanni Romano       | Antonio Manna ✔️ Sindaco    | 20.836                      | 72,59  | 1.710                | 6,03   | 2      |       |
| Il Girasole                 | Antonio Manna ✔️ Sindaco    | 20.836                      | 72,59  | 1.471                | 5,19   | 1      |       |
| Centro Democratico          | Antonio Manna ✔️ Sindaco    | 20.836                      | 72,59  | 1.450                | 5,11   | 1      |       |
| Il Faro                     | Antonio Manna ✔️ Sindaco    | 20.836                      | 72,59  | 1.238                | 4,37   | 1      |       |
| Casalnuovo dei Valori       | Antonio Manna ✔️ Sindaco    | 20.836                      | 72,59  | 1.003                | 3,54   | 1      |       |
| III Millennio               | Antonio Manna ✔️ Sindaco    | 20.836                      | 72,59  | 99                   | 3,52   | 1      |       |
| Nuovo Psi                   | Antonio Manna ✔️ Sindaco    | 20.836                      | 72,59  | 792                  | 2,79   | 1      |       |
|                             | Antonio Pelliccia           | 7.155                       | 24,93  | La Margherita        | 2.252  | 7,94   | 3     |
| Democratici di Sinistra     | Antonio Pelliccia           | 7.155                       | 24,93  | 1.209                | 4,26   | 1      |       |
| Rifondazione Comunista      | Antonio Pelliccia           | 7.155                       | 24,93  | 747                  | 2,63   | -      |       |
| Federazione dei Verdi       | Antonio Pelliccia           | 7.155                       | 24,93  | 549                  | 1,93   | -      |       |
| Comunisti Italiani          | Antonio Pelliccia           | 7.155                       | 24,93  | 506                  | 1,78   | -      |       |
| Seggio al candidato sindaco | Seggio al candidato sindaco | Seggio al candidato sindaco | 24,93  | 1                    |        |        |       |
|                             | Vincenzo Mosca              | 711                         | 2,48   | Uniti per Casalnuovo | 623    | 2,20   | -     |
| Totale                      | Totale                      | 28.360                      | 100,00 |                      | 28.702 | 100,00 | 30    |

### Marano di Napoli
| Candidati                             | Candidati                     | Voti                        | %      | Liste                        | Voti   | %      | Seggi |
| ------------------------------------- | ----------------------------- | --------------------------- | ------ | ---------------------------- | ------ | ------ | ----- |
|                                       | Salvatore Perrotta ✔️ Sindaco | 20.229                      | 64,03  | La Margherita                | 7.602  | 24,84  | 9     |
| Democratici di Sinistra               | Salvatore Perrotta ✔️ Sindaco | 20.229                      | 64,03  | 3.746                        | 12,24  | 4      |       |
| Udeur                                 | Salvatore Perrotta ✔️ Sindaco | 20.229                      | 64,03  | 2.729                        | 8,29   | 2      |       |
| Rifondazione Comunista                | Salvatore Perrotta ✔️ Sindaco | 20.229                      | 64,03  | 2.476                        | 8,09   | 3      |       |
| Liberi per Marano                     | Salvatore Perrotta ✔️ Sindaco | 20.229                      | 64,03  | 2.306                        | 7,54   | 2      |       |
| Lista Arcobaleno                      | Salvatore Perrotta ✔️ Sindaco | 20.229                      | 64,03  | 879                          | 2,87   | 1      |       |
| Federazione dei Verdi                 | Salvatore Perrotta ✔️ Sindaco | 20.229                      | 64,03  | 774                          | 2,53   | -      |       |
| La Rosa nel Pugno                     | Salvatore Perrotta ✔️ Sindaco | 20.229                      | 64,03  | 325                          | 1,06   | -      |       |
| Italia dei Valori                     | Salvatore Perrotta ✔️ Sindaco | 20.229                      | 64,03  | 252                          | 0,82   | -      |       |
|                                       | Teresa Giaccio                | 7.248                       | 22,94  | Forza Italia                 | 3.394  | 10,90  | 3     |
| Alleanza Nazionale                    | Teresa Giaccio                | 7.248                       | 22,94  | 1.649                        | 5,39   | 1      |       |
| Unione di Centro                      | Teresa Giaccio                | 7.248                       | 22,94  | 938                          | 3,07   | 1      |       |
| Nuovo PSI                             | Teresa Giaccio                | 7.248                       | 22,94  | 670                          | 2,19   | -      |       |
| Seggio al candidato sindaco           | Seggio al candidato sindaco   | Seggio al candidato sindaco | 22,94  | 1                            |        |        |       |
|                                       | Nicola Campanile              | 2.125                       | 6,73   | Comunisti Italiani           | 1.440  | 4,71   | 1     |
| Seggio al candidato sindaco           | Seggio al candidato sindaco   | Seggio al candidato sindaco | 6,73   | 1                            |        |        |       |
|                                       | Michele Carandente            | 1.990                       | 6,30   | Insieme a Carandente Sindaco | 527    | 1,72   | -     |
| Movimento Maranese Centro             | Michele Carandente            | 1.990                       | 6,30   | 455                          | 1,49   | -      |       |
| Democrazia Cristiana per le Autonomie | Michele Carandente            | 1.990                       | 6,30   | 335                          | 1,09   | -      |       |
| Nuovo Partito Popolare                | Michele Carandente            | 1.990                       | 6,30   | 162                          | 0,53   | -      |       |
| Seggio al candidato sindaco           | Seggio al candidato sindaco   | Seggio al candidato sindaco | 6,30   | 1                            |        |        |       |
| Totale                                | Totale                        | 30.599                      | 100,00 |                              | 31.592 | 100,00 | 30    |

### Qualiano
| Candidati                                                                           | Candidati                                | Voti                        | %     | Liste                 | Voti   | %     | Seggi |
| ----------------------------------------------------------------------------------- | ---------------------------------------- | --------------------------- | ----- | --------------------- | ------ | ----- | ----- |
|                                                                                     | Pasquale Galdiero Accede al ballottaggio | 7.749                       | 49,07 | Rinascita Democratica | 1.683  | 10,84 | 3     |
| Unione Civica Qualiano                                                              | Pasquale Galdiero Accede al ballottaggio | 7.749                       | 49,07 | 1.576                 | 10,15  | 3     |       |
| Forza e Libertà                                                                     | Pasquale Galdiero Accede al ballottaggio | 7.749                       | 49,07 | 1.314                 | 8,46   | 2     |       |
| Forza e Libertà                                                                     | Pasquale Galdiero Accede al ballottaggio | 7.749                       | 49,07 | 1.314                 | 8,46   | 2     |       |
| Rosa nel Pugno                                                                      | Pasquale Galdiero Accede al ballottaggio | 7.749                       | 49,07 | 838                   | 5,40   | 1     |       |
| Nuovo PSI                                                                           | Pasquale Galdiero Accede al ballottaggio | 7.749                       | 49,07 | 542                   | 3,49   | 1     |       |
|                                                                                     | Mario Cacciapuoti Accede al ballottaggio | 4.096                       | 25,94 | Forza Italia          | 2.316  | 14,92 | 2     |
| Alleanza Nazionale                                                                  | Mario Cacciapuoti Accede al ballottaggio | 4.096                       | 25,94 | 1.459                 | 9,40   | 1     |       |
| Unione di Centro                                                                    | Mario Cacciapuoti Accede al ballottaggio | 4.096                       | 25,94 | 979                   | 6,31   | 1     |       |
| Seggio al candidato sindaco                                                         | Seggio al candidato sindaco              | Seggio al candidato sindaco | 25,94 | 1                     |        |       |       |
|                                                                                     | Luigi Mancino                            | 3.948                       | 25,00 | La Margherita         | 2.007  | 12,93 | 2     |
| Democratici di Sinistra                                                             | Luigi Mancino                            | 3.948                       | 25,00 | 963                   | 6,20   | -     |       |
| Unione e Libertà                                                                    | Luigi Mancino                            | 3.948                       | 25,00 | 475                   | 3,06   | -     |       |
| Alternativa Reale (Federazione dei Verdi-Comunisti Italiani-Rifondazione Comunista) | Luigi Mancino                            | 3.948                       | 25,00 | 139                   | 0,90   | -     |       |
| L'Ulivo                                                                             | Luigi Mancino                            | 3.948                       | 25,00 | 31                    | 0,20   | -     |       |
| Seggio al candidato sindaco                                                         | Seggio al candidato sindaco              | Seggio al candidato sindaco | 25,00 | 1                     |        |       |       |
| Totale                                                                              | Totale                                   | 15.523                      | 100   |                       | 15.793 | 100   | 20    |

### Sant'Antimo
| Candidati              | Candidati                                 | Voti                 | %     | Liste                   | Voti   | %     | Seggi |
| ---------------------- | ----------------------------------------- | -------------------- | ----- | ----------------------- | ------ | ----- | ----- |
|                        | Aurelio Russo Accede al ballottaggio      | 5.965                | 28,54 | La Margherita           | 1.666  | 8,09  | 3     |
| Federazione dei Verdi  | Aurelio Russo Accede al ballottaggio      | 5.965                | 28,54 | 1.484                   | 7,20   | 2     |       |
| Comunisti Italiani     | Aurelio Russo Accede al ballottaggio      | 5.965                | 28,54 | 740                     | 3,59   | 1     |       |
| Diritti a Voce Alta    | Aurelio Russo Accede al ballottaggio      | 5.965                | 28,54 | 427                     | 2,07   | -     |       |
|                        | Francesco Piemonte Accede al ballottaggio | 9.686                | 46,35 | Forza Italia            | 3.869  | 18,78 | 6     |
| Lista Civica Noi       | Francesco Piemonte Accede al ballottaggio | 9.686                | 46,35 | 3.497                   | 16,97  | 5     |       |
| Alleanza Nazionale     | Francesco Piemonte Accede al ballottaggio | 9.686                | 46,35 | 1.491                   | 7,24   | 2     |       |
| Insieme                | Francesco Piemonte Accede al ballottaggio | 9.686                | 46,35 | 756                     | 3,67   | 2     |       |
| Unione di Centro       | Francesco Piemonte Accede al ballottaggio | 9.686                | 46,35 | 751                     | 3,65   | 1     |       |
| Nuovo PSI              | Francesco Piemonte Accede al ballottaggio | 9.686                | 46,35 | 610                     | 2,96   | -     |       |
| Seggio di coalizione   | Seggio di coalizione                      | Seggio di coalizione | 46,35 | 1                       |        |       |       |
|                        | Domenico De Biase                         | 5.247                | 25,11 | Democratici di Sinistra | 2.432  | 11,80 | 4     |
| Udeur                  | Domenico De Biase                         | 5.247                | 25,11 | 1.403                   | 6,81   | 2     |       |
| Rosa nel Pugno         | Domenico De Biase                         | 5.247                | 25,11 | 1.006                   | 4,88   | 1     |       |
| Rifondazione Comunista | Domenico De Biase                         | 5.247                | 25,11 | 364                     | 1,77   | -     |       |
| Italia dei Valori      | Domenico De Biase                         | 5.247                | 25,11 | 106                     | 0,51   | -     |       |
| Seggio di coalizione   | Seggio di coalizione                      | Seggio di coalizione | 25,11 | 1                       |        |       |       |
| Totale                 | Totale                                    | 20.602               | 100   |                         | 20.898 | 100   | 30    |

### Somma Vesuviana
| Candidati                   | Candidati                               | Voti                        | %     | Liste                   | Voti   | %     | Seggi |
| --------------------------- | --------------------------------------- | --------------------------- | ----- | ----------------------- | ------ | ----- | ----- |
|                             | Raffaele Allocca Accede al ballottaggio | 10.323                      | 46,62 | Alleanza Nazionale      | 3.002  | 13,86 | 5     |
| Unione di Centro            | Raffaele Allocca Accede al ballottaggio | 10.323                      | 46,62 | 2.544                   | 11,75  | 5     |       |
| Allocca per Somma           | Raffaele Allocca Accede al ballottaggio | 10.323                      | 46,62 | 2.315                   | 10,69  | 4     |       |
| Forza Italia                | Raffaele Allocca Accede al ballottaggio | 10.323                      | 46,62 | 2.239                   | 10,34  | 4     |       |
| Nuovo Psi                   | Raffaele Allocca Accede al ballottaggio | 10.323                      | 46,62 | 91                      | 0,42   | -     |       |
|                             | Ciro Raia Accede al ballottaggio        | 6.244                       | 28,20 | La Ginestra             | 2.069  | 9,55  | 3     |
| Udeur                       | Ciro Raia Accede al ballottaggio        | 6.244                       | 28,20 | 1.526                   | 7,05   | 2     |       |
| Repubblicani Democratici    | Ciro Raia Accede al ballottaggio        | 6.244                       | 28,20 | 575                     | 2,66   | -     |       |
| Rifondazione Comunista      | Ciro Raia Accede al ballottaggio        | 6.244                       | 28,20 | 567                     | 2,62   | -     |       |
| Federazione dei Verdi       | Ciro Raia Accede al ballottaggio        | 6.244                       | 28,20 | 562                     | 2,60   | -     |       |
| Italia dei Valori           | Ciro Raia Accede al ballottaggio        | 6.244                       | 28,20 | 545                     | 2,52   | -     |       |
| Lista Civica Erika          | Ciro Raia Accede al ballottaggio        | 6.244                       | 28,20 | 169                     | 0,78   | -     |       |
| Seggio al candidato sindaco | Seggio al candidato sindaco             | Seggio al candidato sindaco | 28,20 | 1                       |        |       |       |
|                             | Alberto Angrisani                       | 5.577                       | 25,19 | Democratici di Sinistra | 1.342  | 6,20  | 1     |
| La Margherita               | Alberto Angrisani                       | 5.577                       | 25,19 | 1.317                   | 6,08   | 1     |       |
| Polis                       | Alberto Angrisani                       | 5.577                       | 25,19 | 1.001                   | 4,62   | 2     |       |
| Socialdemocrazia            | Alberto Angrisani                       | 5.577                       | 25,19 | 952                     | 4,40   | 1     |       |
| Rosa nel Pugno              | Alberto Angrisani                       | 5.577                       | 25,19 | 607                     | 2,80   | -     |       |
| Comunisti Italiani          | Alberto Angrisani                       | 5.577                       | 25,19 | 232                     | 1,07   | -     |       |
| Seggio al candidato sindaco | Seggio al candidato sindaco             | Seggio al candidato sindaco | 25,19 | 1                       |        |       |       |
| Totale                      | Totale                                  | 21.635                      | 100   |                         | 22.144 | 100   | 30    |

### Vico Equense
| Candidati                             | Candidati                                  | Voti                        | %     | Liste                                                                                          | Voti   | %     | Seggi |
| ------------------------------------- | ------------------------------------------ | --------------------------- | ----- | ---------------------------------------------------------------------------------------------- | ------ | ----- | ----- |
|                                       | Gennaro Cinque Accede al ballottaggio      | 6.037                       | 43,73 | Forza Italia                                                                                   | 2.583  | 19,35 | 6     |
| Unione di Centro                      | Gennaro Cinque Accede al ballottaggio      | 6.037                       | 43,73 | 1.206                                                                                          | 9,03   | 3     |       |
| Colline Vicane                        | Gennaro Cinque Accede al ballottaggio      | 6.037                       | 43,73 | 1.087                                                                                          | 8,14   | 2     |       |
| Democrazia Cristiana per le Autonomie | Gennaro Cinque Accede al ballottaggio      | 6.037                       | 43,73 | 483                                                                                            | 3,62   | 1     |       |
|                                       | Marianna De Martino Accede al ballottaggio | 3.790                       | 27,45 | Democratici di Sinistra                                                                        | 1.292  | 9,68  | 1     |
| La Margherita                         | Marianna De Martino Accede al ballottaggio | 3.790                       | 27,45 | 1.027                                                                                          | 7,69   | 1     |       |
| Città Nuova                           | Marianna De Martino Accede al ballottaggio | 3.790                       | 27,45 | 674                                                                                            | 5,05   | 1     |       |
| Unità Socialista                      | Marianna De Martino Accede al ballottaggio | 3.790                       | 27,45 | 444                                                                                            | 3,33   | -     |       |
| Seggio al candidato sindaco           | Seggio al candidato sindaco                | Seggio al candidato sindaco | 27,45 | 1                                                                                              |        |       |       |
|                                       | Armando De Rosa                            | 3.283                       | 23,78 | La Fenice                                                                                      | 1.704  | 12,76 | 2     |
| Alleanza Nazionale                    | Armando De Rosa                            | 3.283                       | 23,78 | 640                                                                                            | 4,79   | 1     |       |
| L'Intesa                              | Armando De Rosa                            | 3.283                       | 23,78 | 609                                                                                            | 4,56   | -     |       |
| Movimento per l'Autonomia             | Armando De Rosa                            | 3.283                       | 23,78 | 516                                                                                            | 3,86   | -     |       |
| Vico in Movimento                     | Armando De Rosa                            | 3.283                       | 23,78 | 371                                                                                            | 2,78   | -     |       |
| Il Centrodestra per Vico Equense      | Armando De Rosa                            | 3.283                       | 23,78 | 78                                                                                             | 0,58   | -     |       |
| Seggio al candidato sindaco           | Seggio al candidato sindaco                | Seggio al candidato sindaco | 23,78 | 1                                                                                              |        |       |       |
|                                       | Antonio De Sinno                           | 394                         | 2,85  | Lista Primavera (Rifondazione Comunista-Comunisti Italiani-Federazione dei Verdi-Lista Civica) | 305    | 2,28  | -     |
|                                       | Vincenzo Cioffi                            | 301                         | 2,18  | Rinascita                                                                                      | 332    | 2,49  | -     |
| Totale                                | Totale                                     | 13.351                      | 100   |                                                                                                | 13.805 | 100   | 20    |

### Villaricca
| Candidati                   | Candidati                   | Voti                        | %     | Liste         | Voti    | %     | Seggi |
| --------------------------- | --------------------------- | --------------------------- | ----- | ------------- | ------- | ----- | ----- |
|                             | Raffaele Topo ✔️ Sindaco    | 11.970                      | 71,59 | La Margherita | 3.456   | 21,09 | 5     |
| Villaricca Democratica      | Raffaele Topo ✔️ Sindaco    | 11.970                      | 71,59 | 2.968         | 18,11   | 4     |       |
| Democratici di Sinistra     | Raffaele Topo ✔️ Sindaco    | 11.970                      | 71,59 | 2.702         | 16,49   | 4     |       |
| Rosa nel Pugno              | Raffaele Topo ✔️ Sindaco    | 11.970                      | 71,59 | 1.151         | 7,02    | 1     |       |
| Udeur                       | Raffaele Topo ✔️ Sindaco    | 11.970                      | 71,59 | 649           | 3,96    | -     |       |
| Rifondazione Comunista      | Raffaele Topo ✔️ Sindaco    | 11.970                      | 71,59 | 301           | 1,84    | -     |       |
| Federazione dei Verdi       | Raffaele Topo ✔️ Sindaco    | 11.970                      | 71,59 | 72            | 0,44    | -     |       |
|                             | Giuseppina Cavaliere        | 4.750                       | 28,41 | Forza Italia  | 2.350   | 14,34 | 3     |
| Alleanza Nazionale          | Giuseppina Cavaliere        | 4.750                       | 28,41 | 969           | 5,91    | 1     |       |
| Unione di Centro            | Giuseppina Cavaliere        | 4.750                       | 28,41 | 858           | 5,23    | 1     |       |
| Trasparenza per Villaricca  | Giuseppina Cavaliere        | 4.750                       | 28,41 | 741           | 4,52    | -     |       |
| Nuovo Psi                   | Giuseppina Cavaliere        | 4.750                       | 28,41 | 173           | 1,06    | -     |       |
| Seggio al candidato sindaco | Seggio al candidato sindaco | Seggio al candidato sindaco | 28,41 | 1             |         |       |       |
| Totale                      | Totale                      | 16.390                      | 100   |               | '16.720 | 100   | 20    |

## Benevento

### Benevento
| Candidati                                                  | Candidati                   | Voti                        | %     | Liste                                 | Voti   | %     | Seggi |
| ---------------------------------------------------------- | --------------------------- | --------------------------- | ----- | ------------------------------------- | ------ | ----- | ----- |
|                                                            | Fausto Pepe ✔️ Sindaco      | 24.735                      | 56,14 | Popolari UDEUR                        | 7.422  | 17,15 | 8     |
| Democratici di Sinistra                                    | Fausto Pepe ✔️ Sindaco      | 24.735                      | 56,14 | 5.931                                 | 13,71  | 6     |       |
| La Margherita                                              | Fausto Pepe ✔️ Sindaco      | 24.735                      | 56,14 | 5.134                                 | 11,86  | 5     |       |
| Costituente di Centro                                      | Fausto Pepe ✔️ Sindaco      | 24.735                      | 56,14 | 3.188                                 | 7,37   | 3     |       |
| Rosa nel Pugno                                             | Fausto Pepe ✔️ Sindaco      | 24.735                      | 56,14 | 2.459                                 | 5,68   | 2     |       |
| Partito della Rifondazione Comunista-Federazione dei Verdi | Fausto Pepe ✔️ Sindaco      | 24.735                      | 56,14 | 925                                   | 2,14   | -     |       |
| Italia dei Valori-Partito dei Comunisti Italiani           | Fausto Pepe ✔️ Sindaco      | 24.735                      | 56,14 | 483                                   | 1,12   | -     |       |
|                                                            | Sandro Nicola D'Alessandro  | 18.692                      | 42,43 | Alleanza Nazionale                    | 5.095  | 11,77 | 5     |
| Unione dei Democratici Cristiani e di Centro               | Sandro Nicola D'Alessandro  | 18.692                      | 42,43 | 4.162                                 | 9,62   | 4     |       |
| Forza Italia                                               | Sandro Nicola D'Alessandro  | 18.692                      | 42,43 | 3.581                                 | 8,28   | 3     |       |
| Cristiani Democratici                                      | Sandro Nicola D'Alessandro  | 18.692                      | 42,43 | 2.176                                 | 5,03   | 2     |       |
| Amare Benevento                                            | Sandro Nicola D'Alessandro  | 18.692                      | 42,43 | 1.507                                 | 3,48   | 1     |       |
| Nuovo PSI                                                  | Sandro Nicola D'Alessandro  | 18.692                      | 42,43 | 579                                   | 1,34   | -     |       |
| Seggio al candidato sindaco                                | Seggio al candidato sindaco | Seggio al candidato sindaco | 42,43 | 1                                     |        |       |       |
|                                                            | Abner De Iapinis            | 335                         | 0,76  | Democrazia Cristiana per le Autonomie | 372    | 0,86  | -     |
|                                                            | Antonio Puzio               | 295                         | 0,67  | Cuore per Benevento                   | 258    | 0,60  | -     |
| Totale                                                     | Totale                      | 44.057                      | 100   |                                       | 43.272 | 100   | 40    |

## Caserta

### Caserta
| Candidati                                    | Candidati                                 | Voti                        | %     | Liste              | Voti   | %     | Seggi |
| -------------------------------------------- | ----------------------------------------- | --------------------------- | ----- | ------------------ | ------ | ----- | ----- |
|                                              | Nicodemo Petteruti Accede al ballottaggio | 14.460                      | 27,34 | Caserta è Libera   | 6.047  | 11,71 | 6     |
| Rifondazione Comunista-Comunisti Italiani    | Nicodemo Petteruti Accede al ballottaggio | 14.460                      | 27,34 | 1.902              | 3,68   | 2     |       |
| Rosa nel Pugno                               | Nicodemo Petteruti Accede al ballottaggio | 14.460                      | 27,34 | 1.893              | 3,67   | 2     |       |
| Italia dei Valori                            | Nicodemo Petteruti Accede al ballottaggio | 14.460                      | 27,34 | 1.252              | 2,42   | 1     |       |
| Federazione dei Verdi                        | Nicodemo Petteruti Accede al ballottaggio | 14.460                      | 27,34 | 884                | 1,71   | -     |       |
| Movimento Repubblicani Europei-Lista civica  | Nicodemo Petteruti Accede al ballottaggio | 14.460                      | 27,34 | 426                | 0,82   | -     |       |
|                                              | Paolino Maddaloni Accede al ballottaggio  | 24.049                      | 45,47 | Alleanza Nazionale | 7.462  | 14,45 | 5     |
| Unione dei Democratici Cristiani e di Centro | Paolino Maddaloni Accede al ballottaggio  | 24.049                      | 45,47 | 7.427              | 14,38  | 5     |       |
| Forza Italia                                 | Paolino Maddaloni Accede al ballottaggio  | 24.049                      | 45,47 | 7.280              | 14,10  | 5     |       |
| Partito Repubblicano Italiano                | Paolino Maddaloni Accede al ballottaggio  | 24.049                      | 45,47 | 1.129              | 2,19   | -     |       |
| Caserta Unita                                | Paolino Maddaloni Accede al ballottaggio  | 24.049                      | 45,47 | 870                | 1,68   | -     |       |
| Nuovo PSI                                    | Paolino Maddaloni Accede al ballottaggio  | 24.049                      | 45,47 | 222                | 0,43   | -     |       |
| Azione Sociale                               | Paolino Maddaloni Accede al ballottaggio  | 24.049                      | 45,47 | 134                | 0,26   | -     |       |
| Rinnovamento Missino                         | Paolino Maddaloni Accede al ballottaggio  | 24.049                      | 45,47 | 77                 | 0,15   | -     |       |
| Seggio al candidato sindaco                  | Seggio al candidato sindaco               | Seggio al candidato sindaco | 45,47 | 1                  |        |       |       |
|                                              | Gianfranco Alois                          | 14.380                      | 27,19 | La Margherita      | 6.161  | 11,93 | 5     |
| Democratici di Sinistra                      | Gianfranco Alois                          | 14.380                      | 27,19 | 5.350              | 10,36  | 5     |       |
| Popolari UDEUR                               | Gianfranco Alois                          | 14.380                      | 27,19 | 2.246              | 4,35   | 2     |       |
| Casertani per Alois                          | Gianfranco Alois                          | 14.380                      | 27,19 | 881                | 1,71   | -     |       |
| Seggio al candidato sindaco                  | Seggio al candidato sindaco               | Seggio al candidato sindaco | 27,19 | 1                  |        |       |       |
| Totale                                       | Totale                                    | 52.889                      | 100   |                    | 51.643 | 100   | 40    |

### Capua
| Candidati                         | Candidati                    | Voti                        | %     | Liste         | Voti   | %     | Seggi |
| --------------------------------- | ---------------------------- | --------------------------- | ----- | ------------- | ------ | ----- | ----- |
|                                   | Carmine Antropoli ✔️ Sindaco | 6.592                       | 50,18 | Forza Italia  | 2.815  | 21,87 | 6     |
| La Coccinella                     | Carmine Antropoli ✔️ Sindaco | 6.592                       | 50,18 | 1.326         | 10,30  | 2     |       |
| Alleanza Nazionale                | Carmine Antropoli ✔️ Sindaco | 6.592                       | 50,18 | 931           | 7,23   | 2     |       |
| Unione di Centro                  | Carmine Antropoli ✔️ Sindaco | 6.592                       | 50,18 | 633           | 4,92   | 1     |       |
| Nuovo PSI                         | Carmine Antropoli ✔️ Sindaco | 6.592                       | 50,18 | 532           | 4,13   | 1     |       |
| Movimento Cattolico Capua Fidelis | Carmine Antropoli ✔️ Sindaco | 6.592                       | 50,18 | 458           | 3,56   | -     |       |
| Rinascita Capuana                 | Carmine Antropoli ✔️ Sindaco | 6.592                       | 50,18 | 295           | 2,29   | -     |       |
|                                   | Luca Branco                  | 5.328                       | 40,56 | L'Ulivo       | 2.342  | 18,19 | 3     |
| Socialisti Democratici            | Luca Branco                  | 5.328                       | 40,56 | 788           | 6,12   | 1     |       |
| Sinistra                          | Luca Branco                  | 5.328                       | 40,56 | 744           | 5,78   | 1     |       |
| Capuattiva                        | Luca Branco                  | 5.328                       | 40,56 | 736           | 5,72   | 1     |       |
| Seggio al candidato sindaco       | Seggio al candidato sindaco  | Seggio al candidato sindaco | 40,56 | 1             |        |       |       |
|                                   | Gaetano Ferraro              | 763                         | 5,81  | Terzo Polo    | 932    | 7,24  | -     |
| Seggio al candidato sindaco       | Seggio al candidato sindaco  | Seggio al candidato sindaco | 5,81  | 1             |        |       |       |
|                                   | Paolo Bonacci                | 295                         | 2,25  | Lista Bonacci | 229    | 1,78  | -     |
|                                   | Geltrude Giusti              | 158                         | 1,20  | La Mimosa     | 113    | 0,88  | -     |
| Totale                            | Totale                       | 12.874                      | 100   |               | 13.136 | 100   | 20    |

### Maddaloni
| Candidati                             | Candidati                   | Voti                        | %     | Liste                                       | Voti   | %     | Seggi |
| ------------------------------------- | --------------------------- | --------------------------- | ----- | ------------------------------------------- | ------ | ----- | ----- |
|                                       | Michele Farina ✔️ Sindaco   | 15.186                      | 60,62 | La Margherita                               | 6.509  | 26,41 | 9     |
| Democratici di Sinistra               | Michele Farina ✔️ Sindaco   | 15.186                      | 60,62 | 4.173                                       | 16,93  | 6     |       |
| Unione Democratici per l'Europa       | Michele Farina ✔️ Sindaco   | 15.186                      | 60,62 | 2.019                                       | 8,19   | 2     |       |
| La Sinistra                           | Michele Farina ✔️ Sindaco   | 15.186                      | 60,62 | 1.768                                       | 7,17   | 2     |       |
| Uniti per Maddaloni                   | Michele Farina ✔️ Sindaco   | 15.186                      | 60,62 | 1.764                                       | 7,16   | 2     |       |
| Federazione dei Verdi                 | Michele Farina ✔️ Sindaco   | 15.186                      | 60,62 | 888                                         | 3,60   | 1     |       |
| Insieme con l'Unione                  | Michele Farina ✔️ Sindaco   | 15.186                      | 60,62 | 481                                         | 1,95   | -     |       |
|                                       | Nicola Corbo                | 5.962                       | 23,80 | Unione di Centro                            | 2.678  | 10,78 | 2     |
| Forza Italia                          | Nicola Corbo                | 5.962                       | 23,80 | 1.316                                       | 5,34   | 1     |       |
| Nuovo PSI                             | Nicola Corbo                | 5.962                       | 23,80 | 439                                         | 1,78   | -     |       |
| Democrazia Cristiana per le Autonomie | Nicola Corbo                | 5.962                       | 23,80 | 269                                         | 1,09   | -     |       |
| Seggio al candidato sindaco           | Seggio al candidato sindaco | Seggio al candidato sindaco | 23,80 | 1                                           |        |       |       |
|                                       | Claudio Marone              | 2.108                       | 8,41  | Alleanza Nazionale                          | 1.127  | 4,57  | -     |
| Partito Repubblicano Italiano         | Claudio Marone              | 2.108                       | 8,41  | 77                                          | 0,31   | -     |       |
| Seggio al candidato sindaco           | Seggio al candidato sindaco | Seggio al candidato sindaco | 8,41  | 1                                           |        |       |       |
|                                       | Antonio Cerreto             | 1.797                       | 7,17  | Cerreto Insieme Ambiente Solidarietà Lavoro | 1.135  | 4,61  | -     |
| Seggio al candidato sindaco           | Seggio al candidato sindaco | Seggio al candidato sindaco | 7,17  | 1                                           |        |       |       |
| Totale                                | Totale                      | 24.643                      | 100   |                                             | 25.053 | 100   | 30    |

### Marcianise
| Candidati                                 | Candidati                   | Voti                        | %     | Liste                              | Voti   | %     | Seggi |
| ----------------------------------------- | --------------------------- | --------------------------- | ----- | ---------------------------------- | ------ | ----- | ----- |
|                                           | Filippo Fecondo ✔️ Sindaco  | 14.706                      | 56,01 | La Margherita                      | 8.071  | 30,91 | 10    |
| Democratici di Sinistra                   | Filippo Fecondo ✔️ Sindaco  | 14.706                      | 56,01 | 4.648                              | 17,80  | 6     |       |
| Udeur                                     | Filippo Fecondo ✔️ Sindaco  | 14.706                      | 56,01 | 1.594                              | 6,10   | 2     |       |
| Rosa nel Pugno                            | Filippo Fecondo ✔️ Sindaco  | 14.706                      | 56,01 | 1.544                              | 5,91   | 1     |       |
| Rifondazione Comunista-Comunisti Italiani | Filippo Fecondo ✔️ Sindaco  | 14.706                      | 56,01 | 426                                | 1,63   | -     |       |
|                                           | Giacomo Tartaglione         | 7.736                       | 29,46 | Unione di Centro                   | 5.092  | 19,50 | 6     |
| Forza Italia                              | Giacomo Tartaglione         | 7.736                       | 29,46 | 1.476                              | 5,65   | 1     |       |
| Alleanza Nazionale                        | Giacomo Tartaglione         | 7.736                       | 29,46 | 949                                | 3,63   | 1     |       |
| Nuovo PSI                                 | Giacomo Tartaglione         | 7.736                       | 29,46 | 24                                 | 0,09   | -     |       |
| Seggio al candidato sindaco               | Seggio al candidato sindaco | Seggio al candidato sindaco | 29,46 | 1                                  |        |       |       |
|                                           | Ciro Foglia                 | 3.814                       | 14,53 | Cambiare Insieme Marcianise Sempre | 2.287  | 8,76  | 1     |
| Seggio al candidato sindaco               | Seggio al candidato sindaco | Seggio al candidato sindaco | 14,53 | 1                                  |        |       |       |
| Totale                                    | Totale                      | 26.111                      | 100   |                                    | 26.256 | 100   | 30    |

### San Nicola la Strada
| Candidati                   | Candidati                     | Voti                        | %     | Liste                               | Voti   | %     | Seggi |
| --------------------------- | ----------------------------- | --------------------------- | ----- | ----------------------------------- | ------ | ----- | ----- |
|                             | Angelo Pascariello ✔️ Sindaco | 7.213                       | 55,70 | Insieme                             | 3.095  | 24,68 | 6     |
| Forza Italia                | Angelo Pascariello ✔️ Sindaco | 7.213                       | 55,70 | 1.250                               | 9,97   | 2     |       |
| Intesa Democratica          | Angelo Pascariello ✔️ Sindaco | 7.213                       | 55,70 | 1.189                               | 9,48   | 2     |       |
| Anche Noi con Pascariello   | Angelo Pascariello ✔️ Sindaco | 7.213                       | 55,70 | 1.013                               | 8,08   | 1     |       |
| Io Polis                    | Angelo Pascariello ✔️ Sindaco | 7.213                       | 55,70 | 745                                 | 5,94   | 1     |       |
|                             | Lucia Esposito                | 5.618                       | 43,39 | Unione di Centro                    | 1.405  | 11,21 | 2     |
| La Margherita               | Lucia Esposito                | 5.618                       | 43,39 | 1.368                               | 10,91  | 2     |       |
| Democratici di Sinistra     | Lucia Esposito                | 5.618                       | 43,39 | 1.170                               | 9,33   | 2     |       |
| Rifondazione Comunista      | Lucia Esposito                | 5.618                       | 43,39 | 472                                 | 3,76   | 1     |       |
| Federazione dei Verdi-Altri | Lucia Esposito                | 5.618                       | 43,39 | 436                                 | 3,48   | -     |       |
| Comunisti Italiani          | Lucia Esposito                | 5.618                       | 43,39 | 201                                 | 1,60   | -     |       |
| I Moderati                  | Lucia Esposito                | 5.618                       | 43,39 | 123                                 | 0,98   | -     |       |
| Nuovo PSI                   | Lucia Esposito                | 5.618                       | 43,39 | 36                                  | 0,29   | -     |       |
| Seggio al candidato sindaco | Seggio al candidato sindaco   | Seggio al candidato sindaco | 43,39 | 1                                   |        |       |       |
|                             | Bartolomeo Marseglia          | 118                         | 0,91  | Per il Bene di San Nicola La Strada | 35     | 0,28  | -     |
| Totale                      | Totale                        | 12.538                      | 100   |                                     | 12.949 | 100   | 20    |

## Salerno

### Salerno
| Candidati                                          | Candidati                               | Voti                        | %     | Liste                | Voti   | %     | Seggi |
| -------------------------------------------------- | --------------------------------------- | --------------------------- | ----- | -------------------- | ------ | ----- | ----- |
|                                                    | Vincenzo De Luca Accede al ballottaggio | 39.066                      | 42,26 | Progressisti Salerno | 20.324 | 23,99 | 19    |
| Salerno dei Giovani                                | Vincenzo De Luca Accede al ballottaggio | 39.066                      | 42,26 | 5.970                | 7,05   | 5     |       |
|                                                    | Alfonso Andria Accede al ballottaggio   | 34.287                      | 37,09 | La Margherita        | 14.747 | 17,40 | 5     |
| Popolari UDEUR                                     | Alfonso Andria Accede al ballottaggio   | 34.287                      | 37,09 | 6.914                | 8,16   | 2     |       |
| Uniti per Salerno                                  | Alfonso Andria Accede al ballottaggio   | 34.287                      | 37,09 | 5.825                | 6,87   | 1     |       |
| Rosa nel Pugno                                     | Alfonso Andria Accede al ballottaggio   | 34.287                      | 37,09 | 4.407                | 5,20   | 1     |       |
| Federazione dei Verdi                              | Alfonso Andria Accede al ballottaggio   | 34.287                      | 37,09 | 4.021                | 4,75   | 1     |       |
| Partito della Rifondazione Comunista               | Alfonso Andria Accede al ballottaggio   | 34.287                      | 37,09 | 2.046                | 2,41   | -     |       |
| Italia dei Valori                                  | Alfonso Andria Accede al ballottaggio   | 34.287                      | 37,09 | 1.291                | 1,52   | -     |       |
| Partito dei Comunisti Italiani                     | Alfonso Andria Accede al ballottaggio   | 34.287                      | 37,09 | 666                  | 0,79   | -     |       |
| Seggio al candidato sindaco                        | Seggio al candidato sindaco             | Seggio al candidato sindaco | 37,09 | 1                    |        |       |       |
|                                                    | Antonio Marotta                         | 17.489                      | 18,92 | Forza Italia         | 7.093  | 8,37  | 2     |
| Alleanza Nazionale                                 | Antonio Marotta                         | 17.489                      | 18,92 | 5.934                | 7,00   | 1     |       |
| Unione dei Democratici Cristiani e di Centro       | Antonio Marotta                         | 17.489                      | 18,92 | 3.144                | 3,71   | 1     |       |
| Democrazia Cristiana-Partito Repubblicano Italiano | Antonio Marotta                         | 17.489                      | 18,92 | 779                  | 0,92   | -     |       |
| Seggio al candidato sindaco                        | Seggio al candidato sindaco             | Seggio al candidato sindaco | 18,92 | 1                    |        |       |       |
|                                                    | Mario Borrelli                          | 1.599                       | 1,73  | Per Borrelli         | 1.129  | 1,33  | -     |
| Unione Cattolica Italiana                          | Mario Borrelli                          | 1.599                       | 1,73  | 446                  | 0,53   | -     |       |
| Totale                                             | Totale                                  | 92.441                      | 100   |                      | 84.736 | 100   | 40    |

### Cava de' Tirreni
| Candidati                                          | Candidati                                | Voti                        | %     | Liste                 | Voti   | %     | Seggi |
| -------------------------------------------------- | ---------------------------------------- | --------------------------- | ----- | --------------------- | ------ | ----- | ----- |
|                                                    | Luigi Gravagnuolo Accede al ballottaggio | 17.453                      | 48,88 | La Margherita         | 5.054  | 14,86 | 6     |
| è Viva Cava                                        | Luigi Gravagnuolo Accede al ballottaggio | 17.453                      | 48,88 | 4.128                 | 12,14  | 4     |       |
| Socialisti e Democratici                           | Luigi Gravagnuolo Accede al ballottaggio | 17.453                      | 48,88 | 3.048                 | 8.96   | 3     |       |
| Udeur                                              | Luigi Gravagnuolo Accede al ballottaggio | 17.453                      | 48,88 | 2.910                 | 8,56   | 3     |       |
| Partito della Rifondazione Comunista               | Luigi Gravagnuolo Accede al ballottaggio | 17.453                      | 48,88 | 2.187                 | 6,43   | 2     |       |
|                                                    | Alfredo Messina Accede al ballottaggio   | 10.577                      | 29,62 | Forza Italia          | 5.814  | 17,10 | 4     |
| Alleanza Nazionale                                 | Alfredo Messina Accede al ballottaggio   | 10.577                      | 29,62 | 4.016                 | 11,81  | 3     |       |
| Nuovo PSI                                          | Alfredo Messina Accede al ballottaggio   | 10.577                      | 29,62 | 719                   | 2,11   | -     |       |
| Democrazia Cristiana-Partito Repubblicano Italiano | Alfredo Messina Accede al ballottaggio   | 10.577                      | 29,62 | 108                   | 0,32   | -     |       |
| Seggio al candidato sindaco                        | Seggio al candidato sindaco              | Seggio al candidato sindaco | 29,62 | 1                     |        |       |       |
|                                                    | Giovanni Baldi                           | 6.846                       | 19,17 | Unione di Centro      | 5.199  | 15,29 | 3     |
| Seggio al candidato sindaco                        | Seggio al candidato sindaco              | Seggio al candidato sindaco | 19,17 | 1                     |        |       |       |
|                                                    | Vincenzo Passa                           | 600                         | 1,68  | Federazione dei Verdi | 571    | 1,68  | -     |
|                                                    | Guido Pomidoro                           | 229                         | 0,64  | Giovani               | 250    | 0,74  | -     |
| Totale                                             | Totale                                   | 34.004                      | 100   |                       | 35.705 | 100   | 30    |

### Nocera Superiore
| Candidati                   | Candidati                                 | Voti                        | %     | Liste                         | Voti   | %     | Seggi |
| --------------------------- | ----------------------------------------- | --------------------------- | ----- | ----------------------------- | ------ | ----- | ----- |
|                             | Gaetano Montalbano Accede al ballottaggio | 8.010                       | 49,44 | Alleanza Nazionale            | 2.470  | 15,58 | 5     |
| Forza Italia                | Gaetano Montalbano Accede al ballottaggio | 8.010                       | 49,44 | 1.966                         | 12,40  | 3     |       |
| Città Nuova                 | Gaetano Montalbano Accede al ballottaggio | 8.010                       | 49,44 | 1.604                         | 10,12  | 3     |       |
| Lista Adriana Greco         | Gaetano Montalbano Accede al ballottaggio | 8.010                       | 49,44 | 777                           | 4,90   | 1     |       |
|                             | Giuseppe Manzo Accede al ballottaggio     | 6.386                       | 39,41 | La Margherita                 | 2.740  | 17,28 | 3     |
| Udeur                       | Giuseppe Manzo Accede al ballottaggio     | 6.386                       | 39,41 | 2.245                         | 14,16  | 3     |       |
| Cuofano La Nostra Terra     | Giuseppe Manzo Accede al ballottaggio     | 6.386                       | 39,41 | 806                           | 5,08   | 1     |       |
| Democratici di Sinistra     | Giuseppe Manzo Accede al ballottaggio     | 6.386                       | 39,41 | 655                           | 4,13   | -     |       |
| Rifondazione Comunista      | Giuseppe Manzo Accede al ballottaggio     | 6.386                       | 39,41 | 621                           | 3,92   | -     |       |
| Rosa nel Pugno              | Giuseppe Manzo Accede al ballottaggio     | 6.386                       | 39,41 | 604                           | 3,81   | -     |       |
| Italia dei Valori           | Giuseppe Manzo Accede al ballottaggio     | 6.386                       | 39,41 | 211                           | 1,33   | -     |       |
| Seggio al candidato sindaco | Seggio al candidato sindaco               | Seggio al candidato sindaco | 39,41 | 1                             |        |       |       |
|                             | Mario Iannone                             | 1.022                       | 6,31  | Partito Repubblicano Italiano | 570    | 3,59  | -     |
|                             | Raffaellina Ferrentino                    | 785                         | 4,84  | Unione di Centro              | 588    | 3,71  | -     |
| Totale                      | Totale                                    | 15.857                      | 100   |                               | 16.203 | 100   | 20    |